# Bortewitz
Bortewitz ist ein Ortsteil der Stadt Dahlen im Landkreis Nordsachsen in Sachsen.

## Geografie und Verkehrsanbindung
Der Ort liegt nordwestlich der Kernstadt Dahlen an den Kreisstraßen K 8921 und K 8981. Östlich des Ortes erhebt sich der 163 Meter hohe Hammelberg.

## Kulturdenkmale
In der Liste der Kulturdenkmale in Dahlen (Sachsen) sind für Bortewitz acht Kulturdenkmale aufgeführt.

## Persönlichkeiten

### Söhne und Töchter des Ortes
- Karl Wilhelm Hiersemann (1854–1928), Antiquar und Verleger
- Arthur Tell Schwab (1896–1945), Schweizer Geher